# Косимова, Кизилгул Эрматовна
Кизилгул Эрматовна Косимова (1 ноября 1963 года, Ташкентская область, Узбекская ССР) — узбекский врач и политический деятель, депутат Законодательной палаты Олий Мажлиса Республики Узбекистан IV созыва. Член Народно-демократической партии Узбекистана.

## Биография
Окончила Ташкентский государственный медицинский институт.
В 2020 году избрана в Законодательную палату Олий Мажлиса Республики Узбекистан IV созыва, а также назначена на должность члена Комитета по вопросам охраны здоровья граждан Законодательной палаты Олий Мажлиса Республики Узбекистан.